# Han Pil-hwa
Han Pil-hwa (* 21. Januar 1942 in Chinnampo, Heian-nandō in Chōsen, früheres Japanisches Kaiserreich, heutiges Nordkorea) ist eine ehemalige nordkoreanische Eisschnellläuferin.

## Karriere
Han trat bei den Weltmeisterschaften 1963 im japanischen Karuizawa das erste Mal international in Erscheinung. Über 500 m konnte sie dort den vierten Platz belegen, in der Gesamtwertung den zwölften. Das Jahr darauf nahm sie an den Olympischen Winterspielen in Innsbruck teil. Im letzten Paar über 3000 m gestartet, konnte sie überraschenderweise die Zwischenzeiten der Führenden Lidija Skoblikowa erreichen. In der zweiten Hälfte fiel sie etwas zurück, gewann am Ende aber die Silbermedaille, zeitgleich mit Walentina Stenina. Damit war sie die erste nordkoreanische Eisschnellläuferin, welche eine olympische Medaille gewann.
Wie bei vielen nordkoreanischen Sportlern war ihre internationale Karriere von vielen Zeiten der Abwesenheit geprägt. Trotzdem konnte sie an fünf Weltmeisterschaften teilnehmen und dabei 1965 den fünften Platz erreichen.
Nach Beendigung ihrer Karriere arbeitete Han als Trainerin.
1998 wurde sie ins nordkoreanische Parlament gewählt, arbeitete nebenbei aber weiterhin für den nordkoreanischen Eisschnelllaufverband.

## Persönliche Bestzeiten
| Strecke | Zeit        | Datum            | Ort       |
| ------- | ----------- | ---------------- | --------- |
| 500 m   | 46,80 s     | 21. Februar 1963 | Karuizawa |
| 1000 m  | 1:33,79 min | 3. Februar 1972  | Sapporo   |
| 1500 m  | 2:25,64 min | 3. Februar 1972  | Sapporo   |
| 3000 m  | 5:07,24 min | 3. Februar 1972  | Sapporo   |